# احمد رجب‌زاده
 احمد رجب‌زاده جامعه‌شناس ایرانی‌ست. او دانشیار سابق دانشگاه خوارزمی (دانشگاه تربیت معلم تهران) بوده که مستعفی شده است.

## آثار
- علوم اجتماعی: جامعه‌شناسی نظام جهانی (کتاب دوره پیش‌دانشگاهی رشته علوم انسانی)، احمد رجب زاده، بهزاد دوران، فرشته سیدی، افسانه حبیب زاده کلی (ویراستار)، تهران: سازمان پژوهش و برنامه‌ریزی آموزشی، انتشارات مدرسه، ۱۳۹۰.
- مطالعات اجتماعی (کتاب درسی سال اول دبیرستان)، حسن ملکی، احمد رجب زاده، محمدمهدی ناصری، تهران: وزارت آموزش و پرورش، ۱۳۸۹.
- جامعه‌شناسی ۲ (کتاب درسی سال سوم دبیرستان)، احمد رجب زاده، تهران: وزارت آموزش و پرورش، تا سال ۱۳۸۹.
- جامعه‌شناسی ۱ (کتاب درسی سال دوم دبیرستان)، احمد رجب زاده، تهران: وزارت آموزش و پرورش، تا سال ۱۳۸۸.
- تفکر نظری در جامعه‌شناسی، ویلیام اسکیدمور، محمد مقدس (مترجم)، احمد رجب زاده (مترجم)، علی هاشمی گیلانی (مترجم)، علی محمد حاضری (مترجم)، سعید معیدفر (مترجم)، تهران: پژوهشگاه علوم و فرهنگ اسلامی، ۱۳۸۵.
- ممیزی کتاب: پژوهشی در ۱۴۰۰ سند ممیزی کتاب در سال ۱۳۷۵، احمد رجب زاده، تهران: کویر، ۱۳۸۱.
- دانشگاه و دین در ایران بررسی پیمایشی دانشگاه‌های دولتی ایران، احمد رجب زاده، تهران: وزارت علوم، تحقیقات و فناوری، دفتر مطالعات و برنامه ریزی، ۱۳۸۱.
- جامعه‌شناسی توسعه، احمد رجب زاده، تهران: سلمان، ۱۳۷۸.